# Anaphalis cinerascens
Anaphalis cinerascens là một loài thực vật có hoa trong họ Cúc. Loài này được Ling & W.Wang mô tả khoa học đầu tiên năm 1966.